# Forelius damiani
Forelius damiani được khám phá và được mô tả bởi Guerrero, R. J. & Fernandez, F. năm 2008.